# Šar'inskij rajon
Il Šar'inskij rajon (in russo Шарьинский район?) è un rajon dell'Oblast' di Kostroma, nella Russia europea; il capoluogo è Šar'ja. Ricopre una superficie di 4.070 chilometri quadrati e nel 2010 ospitava una popolazione di circa 11.000 abitanti.